# Bernhard Goetzke
Bernhard Goetzke est un acteur allemand, né à Dantzig (province de Prusse-Occidentale), le 5 juin 1884 ; mort à Berlin le 7 octobre 1964.

## Biographie
Bernhard Goetzke commence sa carrière d'acteur au théâtre, puis débute au cinéma muet en 1919 dans Veritas vincit de Joe May. Il joue ses meilleurs rôles avec Fritz Lang, notamment celui de La Mort lasse dans Les Trois Lumières (1921). L'année suivante, il est l'ennemi juré de Mabuse dans Docteur Mabuse le joueur. Il obtient un premier rôle avec Alfred Hitchcock en 1926, dans The Mountain Eagle. Par la suite, bien qu'ayant franchi le cap du cinéma parlant, Goetzke n'obtient plus que des rôles secondaires. Après la guerre, il retourne sur les planches, et fait une dernière apparition au cinéma dans Cœur de pierre de Paul Verhoeven en 1950. Il meurt en 1964 à l'âge de 80 ans.

## Filmographie partielle
- 1917 : Furcht de Robert Wiene
- 1919 : Veritas vincit de Joe May
- 1919 : Anita Jo de Dimitri Buchowetzki
- 1919 : Passion (Madame Du Barry) d'Ernst Lubitsch - Révolutionnaire
- 1920 : Les Frères Karamazov (Die Brüder Karamasoff) de Carl Froelich et Dimitri Buchowetzki
- 1921 : Les Trois Lumières (Der müde Tod) de Fritz Lang : La Mort
- 1922 : La Femme du pharaon (Das Weib des Pharao) d'Ernst Lubitsch
- 1922 : Pierre le Grand (Peter der Große) de Dimitri Buchowetzki : Alexandre Danilovitch Menchikov
- 1922 : Docteur Mabuse le joueur (Doktor Mabuse, der Spieler) de Fritz Lang - Le procureur von Wenk
- 1924 : Les Nibelungen : la mort de Siegfried (Die Nibelungen : Siegfried) de Fritz Lang - Volker von Alzey
- 1924 : Les Nibelungen : La vengeance de Kriemhild (Die Nibelungen : Kriemhilds Rache) de Fritz Lang - Volker von Alzey
- 1925 : Le Voyou (Die Prinzessin und der Geiger) de Graham Cutts - Adrian Levinsky
- 1926 : Les Derniers Jours de Pompéi (Gli ultimi giorni di Pompei) de Carmine Gallone et Amleto Palermi - Arbace
- 1926 : The Mountain Eagle d'Alfred Hitchcock : Mr. Pettigrew
- 1927 : La Vestale du Gange d'André Hugon
- 1928 : Salamandre (Саламандра), de Grigori Rochal[1]
- 1929 : Monte Cristo de Henri Fescourt - L'abbé Faria
- 1931 : 1914, fleurs meurtries (1914, die letzten Tage vor dem Weltbrand) de Richard Oswald
- 1931 : Les Treize Malles de monsieur O. F. (Die Koffer des Herrn O.F.) d'Alexis Granowsky
- 1932 : Die elf Schill'schen Offiziere de Rudolf Meinert
- 1932 : Raspoutine d'Adolf Trotz : le père de Lusha - constructeur
- 1933 : Polizeiakte 909 de Robert Wiene
- 1942 : Le Grand Roi (Der Große König) de Veit Harlan - Le général von Hülsen
- 1950 : Cœur de pierre (Das kalte Herz) de Paul Verhoeven